# 株仲間解散令
株仲間解散令（かぶなかまかいさんれい）は、江戸幕府の法令。商人の組合である株仲間の解散を命じた法で、天保の改革期に施行された。株仲間解放ともいう。

## 経緯
最初の法令が江戸で発布されたのは天保12年（1841年）12月13日で、菱垣廻船・樽廻船の廻船組織や十組問屋など商工業全ての株仲間・諸組合を解散させ、全ての仲間外商人の直売買を公認して商品流通の自由を保証した。大坂では同年12月23日に、京都では翌13年（1842年）3月13日に、同様の法令が発布された。最初の法令発布の後、12月23日には荷物は菱垣・樽どちらの廻船に荷物を積んでもよいが、菱垣廻船については文政期に紀州藩から貸与された天目船印を同藩へ返却するようにと指令した（『大阪市史』第四下）。
天保13年3月2日には、十組問屋以外の株仲間を改めて禁止し、組合・仲間・問屋という名称も禁止する法令が江戸で出された。解散の理由は問屋仲間の「不正」で、十組問屋以下、全ての問屋仲間・組合の解散を命じ、仲間による独占を廃止して営業・取り引き自由勝手とした（『日本財政経済史料』第三巻、7頁）。大坂では同月13日に、京都・大津では18日に発布された。日光町では13年6月18日に解散令が出され、質屋・古着屋・古鉄屋が上納してきた537両の運上金が免除された上で、仲間・組合の停止と自由商売が宣言された。
幕府は株仲間を解散する前の準備として、江戸の市場構造の実態を把握するために、天保12年7月には大伝馬町・白子両木綿問屋仲間に荷物引請員数を、10月には天保11年・12年の繰綿注文員数などを調査している（北島正元編著『江戸商業と伊勢店』）。
享保期以来、幕府は株仲間を利用して間接的に物価・流通の統制を図ってきたが、時代を経るにつれて仲間組織の統制機能が低下し、逆に物資流通の独占により物価を騰貴させるようになったため、幕府は方針を転換し、株仲間を廃止した。文化10年（1813年）に、江戸十組問屋を中核にして菱垣廻船積問屋仲間65組1995人に株札を交付して、新規加入を禁止する代わりに、幕府は各種の株仲間からの運上金や毎年1万200両におよぶ冥加金を上納させていた。この上納金は幕府の主な財源の1つであったが、それらの上納も不要とした（『撰要永久録』。『日本財政経済史料』第三巻、7頁）。ただし、質屋・古手屋・古道具屋その他は、解散令から除外されて、しばらくは仲間・組合の姿をとどめていた。
株仲間の停止期間は、停止令が出された天保12年12月から株仲間再興令が発令された嘉永4年（1851年）3月の約9年間（1842年 - 1850年）となる。

## 法令発布の目的
この法令には、物価の騰貴は問屋株仲間が流通を独占したためであり、諸商人による業界参入を自由化すれば、江戸への物資流入が促進され、物価が引き下げられるという狙いがあった。
株仲間による市場支配・価格引き上げ行為に関しては、中井竹山の『草茅危言』、太宰春台の『経済録』『産語』、山片蟠桃の『夢の代』などで社会に与える害悪を指摘されていた。水戸徳川家の当主徳川斉昭も、物価騰貴の原因が貨幣改鋳と十組を中心とした問屋仲間にあると考えており、これを全面的に禁止することを求めて天保12年に水野忠邦に書状（『戊戌封事』『水戸藩史料』別記上、140頁）を送っている。これには、十組問屋が流通を独占したことで日本中が迷惑を蒙っていること、冥加金を得られるといっても株仲間をそのままにしていては天下国家の損になること、十組問屋の利益よりも国民の憂いを考慮すべきことを説き、株仲間を廃止し商売の自由を認めれば物資が多く流入し、物価騰貴も収まるだろうと書かれていた。なお、株仲間解散を提言したものとしては徳川斉昭の意見書の他には、物価問題と関連させて株仲間の解散を論じた中井竹山の『草茅危言（そうぼうきげん）』がある。また江戸市中には株仲間に対する不満と十組を潰して貰いたいという考えも存在しており、十組問屋への批判や仲間解散後にその措置を歓迎する落書などが『藤岡屋日記』などに収められている。
問屋仲間解散後の流通統制についての意見として、法令施行前の天保12年7月には、取締諸色掛の江戸鈴木町肝煎名主源七が、十組問屋仲間の解散を主張し（『大日本近世史料 市中取締類集』一、一四五号）、諸問屋から商品流通の独占権を取り上げ、諸産物の集散地や大都会の便利な場所に検閲所を設け、代官の監督下に商品を集めて、それらを江戸の町会所が一手に集荷して売り払うという中央卸売市場の構想を記した上書を提出している。また水野忠邦は、農学者の佐藤信淵が「復古法」で提示した幕府の手による直接的な産業統制案（「国産統制仕法」）にも興味を抱いていた。
しかし、そういった考えに対する反対意見もあり、当時の江戸の町奉行矢部定謙は徳川斉昭の家臣・藤田東湖に、物価騰貴の原因は度重なる貨幣改鋳にあり、商人の株仲間に責任を帰するのは間違っていると述べていた（「見聞偶筆」『東湖全集』、549-551頁）。そして、物価の騰貴は、諸大名が大坂の問屋を経由することなく産物を江戸に回送するようになったこと、そして諸大名が国産品を江戸に直送したいという願いを幕府が認めてきたことにこそ問題があるとしている。矢部は、大坂問屋の商品扱い量が減少したことで、利益減少分を補うために大坂問屋が口銭（取扱手数料）を倍にしたために商品の値段が高くなったと解釈しており、大坂問屋の商品取り扱い量が減るほどに物価は上昇する、と考えていた。
物価騰貴の原因調査を命じられた大坂町奉行阿部正蔵も、大坂への物資回送量が減少していることが原因で、その対策としては問屋商人による流通機構の再強化を図ることを提言していた。文政年間から、大坂市場に直結してきた瀬戸内海地域の商品が専売制を採用した藩によって中央市場へ直送されるようになっており、文政から天保年間にかけて大坂市場を経由せず江戸に直接専売商品を積み出して入札販売をする藩は姫路・広島・阿波・紀伊・長州・彦根・薩摩・豊前中津・福井・尾張・秋田・米沢・遠州相良・備中成羽・同松山・武州忍藩など多数におよんでいた（『天保撰要類集』国産物之部）。また、大坂への輸送途中に地方へ高値で商品を売買する「道売り（みちうり）」という行為も増えており、その高値取引が大坂市場の相場高騰も招いていた。
しかし、矢部や阿部正蔵の意見は採用されることもなく、全国全ての株仲間は停止された。

## 株仲間解散による影響
北町奉行・遠山景元配下の同心宍戸郷蔵（ししどごうぞう）は、発令から1ヵ月後の時点では、値下げした商品もあれば値上げした商品もあると報告しており（『市中取締類集』一）、生産地と江戸の商人たちの「人気」（気風、気質）が一変すれば値下げが期待できそうだという見解を述べていた。
株仲間解散によって、自由競争と自由取り引きによる物資流入の増加、そして物資が豊富になることで物価下落を期待した幕府は、町奉行所内部に諸色掛与力を置き、その下に諸色掛町名主を任命、強制的な価格の引き下げと監視をおこなわせた。しかし、日用品の物価は下落したが、品によっては下がらないものがあったため、天保13年5月に出された物価引下げ令では、密かに巡回役人に買い試しをさせ、違反者は厳罰にすると触れている。
流通の独占を停止し、業者の新規参入により物価の下落を図ったが、両替商などの業種は資本力や信用が必要なので新規参入は難しく、自由競争による物価の引き下げは果たせなかった。一方で簡単に参入できる業種では、過当競争や取引秩序の破壊によって、かえって流通が混乱した。両替商のうち、金銀貨の両替・預金・貸付などを扱う本両替は、仲間が解散させられると取り付け騒ぎが起きたため、預り金や御用向きはこれまで通りとした。また、参入した素人がそれぞれの見込みをもって商品を発注するので産地の相場が上昇していた。
また問屋株には、株仲間へ加入したという事実を表わし、その業種での営業を保証する機能があるが、同時に資産価値・担保価値も有しており、株を担保とした金融手段ともなっていた。しかし、株仲間が解散され、株が消滅したことで株を担保にした金融がすべて停止した。表通りで手広く商売している十組問屋でさえ店舗を含めて家屋敷を所有しない者の方が多く、地借（借地人）・店借（借家人）と呼ばれる階層の者が多く、彼らが抵当に入れられる物は仲間株くらいしか無かった。そのため、江戸・大坂をはじめとする全国の金融活動がほとんど麻痺し、さらに問屋を通じた零細企業への運転資金の供給も止められたため、経済は大混乱に陥った。京都でも株式に相当する「印札」による金融ができなくなったことが報告されている。
江戸時代後期にいたって、庶民の所得が増えて需要が拡大したことで日本各地の地域市場が成長し、江戸や大坂といった中央の大市場への商品流通量が減少していたことも、物価の上昇の一因となっていた。株仲間の解散により、中央市場への商品流通機能はさらに低下することになった。
幕府が民間の経済的取引に対して契約履行を保証する制度を作らなかったため、株仲間は取引のルールを自主的に決めることで、運営に当たっていた。仲間商人のいずれかに代金の不払いや商品の数量不足などの不正行為をした取引相手がいた場合、仲間内で評議した上で、全員一致して取り引きを停止することで、代金支払の保証・品質の保持などの自衛手段を講じてきた。しかし、仲間の解散によりそうした商取引にともなう債権保全の手段も失われた。

## 諸都市や諸藩の反応
法令が通達されたにもかかわらず、規約を残したまま組や講と称して年行司を置くようになるなど、解散令は徹底されなかった。堺・近江八幡では株仲間は無くならず、兵庫では問屋・仲買の名称をやめて諸問屋を「諸国荷請屋」に、穀物仲買は「穀物商人」と変えただけで内実は変えず、奈良では物価引下げ令は諭達されたが仲間解散は実行されなかった。江戸では法令は十組問屋に対してのものでそれ以外の問屋は自分たちには無関係のことだとし、江戸以外の地では江戸の問屋仲間だけの解散令であるとして、活動を続ける者が少なくなかった。問屋仲間は解散されたものの、問屋それぞれの商売は自由であったため、問屋仲間の機能を維持させ続けている者たちもいた。かれらは問屋仲間の名称こそ使用していないものの、「御触以前の姿にて取引」していた。これは、歴史学者の北島正元は問屋側が法令をできるだけ自分たちに有利に解釈し、既得権を守りぬこうとしたからと解釈している。
そのため、翌13年2月27日に、京都所司代と大坂城代にあてて、法令は十組に限らず全ての仲間に適用されることを触れ（『日本財政経済史料』第三巻、8-9頁）、京都町奉行・大坂町奉行・伏見奉行・奈良奉行その他の支配向きに対して洩れなく連絡するように命じた。翌3月2日、仲間・組合だけでなく問屋の名目も廃止し、物価に関係がないために除外してきた湯屋や髪結床の仲間も弊害が認められるので解散となった。冥加・無代納物・無賃人足・川浚駆付などの負担はすべて免除。同業者が出来しても妨害は禁止。品物を買い込むのはよいが、他国へ前金を送って品物を囲い置き、値が上がるのを待つのは〆売りに当るので禁止。同年10月には、符帳による取引きを禁止、商品一品ごとに正札をつけ、帳面にも元値段・売値段を記入するよう命じた。
大坂の二十四組問屋・三所綿屋仲間などは解散され、生産者・農村商人の活躍はいちだんとはげしくなったが、仲間外の商人の買占め・せり売り・横流しがいっそうさかんになったため、自由な流通を保証することで大坂からの商品入荷量を増やすという幕府の意図は達成されなかった。そのため天保13年8月、在方綿売買取締り令を発し、大坂町奉行の阿部正蔵は大坂への出綿額の減少を防ぐため大坂綿市場の解体を保留した（『大阪市史』第四下）。京都・大坂の金銭両替は、株仲間という呼称が禁止されたに留まり、堂島米市場はここでの米相場が全国の米価の基準とされていることから、諸物価への影響を考慮して、米仲買の株仲間は解散させられたが米売買方は従来どおりとなった。ほかにも大坂では砂糖屋・竹材木屋や、警察的機能を果たす質屋・古手屋・古金古道具屋など約20の仲間が解散を保留され、冥加金銀も当分上納を認められた。物価引き下げ令は大坂では江戸より半年ほど遅れて発令された。諸色値段・卸値段・小売値段の引き下げのためには、生産地の原価から引き下げねばならないが、株仲間解散によって問屋商人の集荷機構が崩壊していたため、引き下げ令はさほどの効果を上げられなかった。
大名諸家では、領域市場を掌握するためにも、特産物専売のためにも、特権的な問屋商人との結託が必要だったため、法令に無関心かあるいは黙殺する方針をとる藩が多かった。広島藩では天保期に入ってから問屋仲間の結成を奨励して木地物改所・木綿改所を設置し（『新修広島市史』。広島県編『広島県史』近世2（1982年））、松前藩では18世紀中葉に株立された廻船問屋が移出入津税の徴収を代行しており（中西聰『近世・近代日本の市場構造』第二編、東京大学出版会、1998年）、上田藩や岡山藩のように解散令を実施した藩は一部だけだった。一方で、藩発行の米切手の値段が下落し、物価が騰貴していた尾張藩では、天保13年3月に仲間・組合を解散し、冥加銀の上納を免除した。しかし、同時に国産会所を設立して問屋を藩権力の傘下に置き、江戸へ直送して売り込む体制を作った。
貨幣鋳造権をもたない諸藩は藩財政悪化克服のために、幕府以上に藩専売や流通課税を強力に推し進めた。従来大坂の蔵屋敷に送って売却していた特産品を大坂市場を経ずに江戸や諸都市の需要地に直送したり、回漕途中で赤間ヶ関などで買われたり、蔵屋敷に納めた産品を値上りを待って売り惜しみしたりと、大坂における諸藩国産品の流通を混乱させ、大坂の中央市場としての地位はさらに低下した。西日本の領主たちは、自国だけでなく他国の特産品を買い集めて蔵屋敷に保管して相場が高値になった時に売り払ったり、出入りの町人に売却させたり、民間の売買を禁止する専売仕法を実施したりしていた。そのため、株仲間解散後も江戸への商品入荷が増えない原因の1つであるとして、幕府は天保13年10月に諸藩の専売制を禁止した。

## 施行後の各業種での影響
安政年間に行なわれたと推定される株仲間停止後の流通機構についての調査によれば、下記のような影響があった（本庄栄治郎「幕末の株仲間再興是非」）。
1. 灯油 - 文政期から灯油が高値となったため、天保3年（1832年）に霊岸島に油寄所を設けて役人が駐在するなどの対策がとられたが、市中の日用にも差し支えるようになり、さらに高値となって、天保8年（1837年）には供給が途絶えた。そこで、油問屋経由の売買に復したが、6年間の空白があったため十分な仕入れができず、市中で品不足となっていた。株仲間解散によって自由な商売が命じられたが、油屋は損失を嫌い、新規に参入しようとした者は油の性質なども分からなかったため、日用に支障をきたした。灯油の原料である菜種の生産地である近畿地方では、他国への直接売買が盛んになり大坂・江戸の中央市場への入荷は増えなかった。関東の地廻り油の早急な増産も不可能だったため、江戸での膨大な需要を賄うだけの入荷量を確保することはできなかった[3]。
2. 海産物 - 仲間解散が命じられたが、仲間外の素人では御用の肴・乾物の献上に差し支えるとして、仲間行事を御用肴同乾物納番納人に、仲間会所を御用品撰立所と改称して、日々御用品の集荷をさせた。
3. 蠣殻灰・石灰 - 蠣殻灰の竈数は享保期に10口、寛政期に人足寄場に2口設けられて、計12竈となった。しかし、解散令によって竈数が増加し、焼き立てる蠣殻が不足し、従来からの竈持ちも焼き立てに差し支えるようになった。石灰も、素人や漆喰練売が、取り締まりも無く、自由に買い取りをしたため、品不足となった。
4. 舂米（つきごめ） - 大道舂（だいどうつき）と呼ばれる者たちが享保12年（1727年）から御舂屋御次米の舂立を務めてきたが、仲間解散令により舂立を免じられたため、御賄方（まかないかた）御掛に差し支えを生じるようになった。
5. 桶 - 寛政期ごろから桶職人住居の表役裏役差別を立てて、役銭を受けて御国役を務める仕法だったが、仲間停止以来、桶方の御用が不便となったため、嘉永5年から従来の仕法通りとなった。
6. 海運 - 諸商売自由、諸荷物船積みも諸国勝手次第となったことで、廻船の船頭や水主までが航海中に不正の取り計らいをするようになった。浦改め（検査）が無いため、難船（船の遭難）または荷打[注釈 3]をした旨を申し立て、商人は多額の損失をこうむって、世間では品不足となった。そのため、天保14年（1843年）に9店[47]が共同出資して、大坂で堅牢な船を選んで廻船させ、元菱垣積諸問屋諸品積合の世話をし、難船の場合は大坂と江戸の9店で処置することとした。これでようやく船の取り締まりや、大坂からの買い付け・貨物運送が滞りなく行われるようになった。
7. 木材 - 文政12年（1829年）3月の大火の際、買い付け自由が命じられたため、素人も競って買い取ったため品薄になり入荷した材木の所在も不明となり、8月になっても払底状態にあった。そのため天保5年（1834年）2月の大火の際に、諸国の板材木問屋に限って引き受けること、問屋は手筋の荷主から引き受けるように努めるべきことが命じられ、同年3月には木材が潤沢になった。しかし、株仲間解散後の弘化3年（1846年）正月の大火の際には、再び素人や職人が直買いしたため荷物が所在不明となり、同年9月ごろにようやく市場は沈静化した。
8. 出版物 - 出版物の統制は、書物問屋仲間で選んだ行事が点検する自主規制が基本で、許可を決め難いもののみ町奉行所に伺い出る方式だった。町奉行所は、書物問屋仲間を通して書物に関する法や申し渡しを徹底させていたが、仲間の解散により直接統制をすることになり、「著者→版元→町年寄→町奉行所」という検閲方式になった[48]。

御寮織物司および高機元八組の陳情書によれば、株仲間解散後は、西陣織および糸の取引に携わる者の中で困窮した者や、仲間停止後に創業した織屋などが、古くからの慣行に従わず手抜きをした商品を出荷し、それが従来の慣行を守る織屋にも影響がおよぼしている。このままでは西陣織が粗製濫造され、御用織物でさえ手抜きをした物が納められ、これまでの当地名産という名声も失われるのではないかという懸念が示されている。
幕府の御用商人は、江戸城で消費される魚・鳥・野菜・塩・味噌・醤油などの食材を供給する商人らは、たとえ「御用損」が出ても、従来は問屋仲間で割り合って「仕理」（補填）してきたが、仲間解散により幕府御用に関する損失に対し商人たちが「自儘」（我儘）を申し募るようになった。
このように、様々な業種で流通が滞って物資や財・サービスの供給不足をもたらし、幕府御用にまで支障を来すようになっていた。

## 農村
幕府は、農民が農業以外の副業（余業）をすることが彼らの「奢り」を促すだけでなく、物価騰貴をまねくと考え、農民の副業調査を行なってきたが、天保12年に行なわれた調査は、その後の株仲間解散のための資料集めの意味があったと言われている。
臨時廻の調査では、江戸の問屋が府内の入り口に出張り、炭や薪を売りに来た江戸近在の百姓を自分の店に連れて行って安く買い占めるため、市価が高くなり、百姓も商売にならず困っているという報告が上げられていた。
天保13年7月には関東の幕領村々に代官関保右衛門の名で在方株仲間の解散令が出された。村々で生産される絹・紬・木綿・紙などの類は手数のかかる高価なものをやめること、実用品を多くつくって廉価に売り出すこと、これまで村方から江戸の問屋へ積み送ってきた商品は今後は誰にでもどこの河岸でも自由に船積み・水揚げをしてもよいと布達された。これは江戸の問屋仲間に従属して生産地から商品を吸いあげる在方株を廃止することで、江戸の市場的機能の強化を図ったものと考えられている。
江戸地廻り経済の発展に対応して、幕府は商品を河岸揚げする河岸問屋仲間を公認してこれを在方株に編成する工作を促進した。しかし文化期から生産者・在郷商人の進出が顕著となり、江戸への直積（直送）が盛んになったため河岸問屋仲間の独占は揺らいできた。そこで江戸市場を安定させるため、地域的流通の支配権を失いつつあった河岸問屋の株立を廃止し、在地の商品流通を江戸に直結させようとした。江戸問屋仲間による流通機構独占を排除し、それらとつながる生産地の在方株を廃止することで江戸の物価引き下げをねらったが、江戸地廻り経済圏を混乱させたたけで江戸への商品入荷の増加にはつながらなかった。
株仲間の解散を受けて農村でも商売を始める者が現われ、農民が余業（副業）に走ったために農家の奉公人が少なくなりその賃金も上昇した。そのため、天保13年9月に全国を対象として出された触書には、仲間解散による営業の自由は農村には適用されないことを明言し、農民は農業に精励することを要求している。

## 法令への反発
株仲間解散は、老中の水野忠邦や勘定所（勘定奉行所）が中心となって推進され、本来江戸の町の経済に関与する江戸町奉行はこれに関わっていなかった。物価引き下げ政策に関連して諮問を受けてはいるが、株仲間解散に関する評議にはくわえられておらず、江戸町奉行所にも関係史料は残されていない。
町奉行の矢部は物価騰貴の原因を貨幣改鋳にあると考えていたが（#法令発布の目的参照）、遠山景元も弘化3年7月に書いた上申書（『大日本近世史料 諸問屋再興調』一）で矢部と同様の意見を述べている（#改革後参照）。株仲間解散令に異を唱えていなかった南町奉行の鳥居耀蔵も、天保14年6月の上申書で物価騰貴の要因が劣悪な貨幣にあり、物価の安定は貨幣改革無しにはあり得ないとし、翌7月の上申書には「金銀の弊は御改革の一闕（けつ）」で貨幣だけ改革しないのはおかしいと論じていた（勝海舟『吹塵録』）。
解散を命じる触書は天保12年12月9日に老中から町奉行たちに渡されたが、この時遠山景元は市中への法令伝達を理由を付けて引き延ばしており、そのことで御目通り差し控えの処分を受けた（東京都立大学付属図書館所蔵水野家文書「水野忠邦日記」十二月十四日の条）。
専売制を禁止して各藩の領国経済の発展を抑え、全国市場の機能を強化しようとしたことから、幕府の政策に反発を示す大名もいた。法令が出された際に、菱垣廻船に貸与した藩の船印を返却するよう命ぜられた紀州藩もその1つで、徳川御三家の紀州家の威光で江戸廻送を有利にしようという企図を挫かれたことから恨みを抱き、これが上知令にからむ忠邦打倒運動の動機になったともいわれる。
株仲間解散の本来の目的である物価引き下げの効果がなかなか出ないため、一律2割（20%）以上という物価引き下げ幅を定めて市中の物価を下げようとしたが、実効が上がる前に水野忠邦は失脚する。
天保15年（1844年）には、当時の町奉行・跡部良弼と鍋島直孝が、株仲間を解散しても期待したほど物価が下落しておらず、1万200両の「莫大の冥加金御免仰せ出され候ほどの実効御座無し」として諸問屋組合再興の内慮伺を提出している（「諸色調類集」『東京市史稿』産業篇五六）。

## 改革後
江戸では天保13年春から物価は下落しはじめ、その年の秋には米・醤油・味噌は前年秋に比べて10-20％近くまで下落、塩は34％低落した。大坂・京都もほぼ同様であったが、水野忠邦が失脚する天保14年秋ごろから諸物価は再び上昇した。これは、物資の流入増加により需給が安定して物価が自然に下落したのではなく、人為的・政策的な物価下落だったことが理由だった。
しかし、市場の自由化により市場メカニズムの機能は高まり、文政3年（1830年）から安政5年（1858年）の江戸と大坂の物価を比較すると、米・大麦・大豆などの主穀類の価格はほぼ平準化しており、味噌や清酒など地域間市場の流通がかぎられている商品を除いた繰綿・蝋・種油・黒砂糖・醤油などの主要商品は、運賃や保険料などの輸送コストをふくめると価格はほぼ平準化しているというデータも存在している。歴史学者の平川新の集計によれば、発令後しばらくは白米・塩・味噌・醤油・酒・水油（灯油）などはいずれも値下がりし、発令から1年後の時点で白米は11％安、その他も7-19％の値下げとなった。しかし2年半後には、白米と酒は発令前の水準になり、醤油と水油も徐々に元の値段に戻っていった。味噌・塩は発令から8-9年の間は下値であり、嘉永2年（1849年）から同3年（1850年）ごろまでは、物価下落に関して一定の効果をあげていた。
弘化3年（1846年）には当時寄合だった筒井政憲が、嘉永元年4月には遠山景元が、老中阿部正弘に対して株仲間復興に関する建議をし、弘化3年7月には町年寄の館市右衛門は株を認めれば株を担保に金融が動き流通も活発になるという意見書を提出している。嘉永4年（1851年）には、問屋組合を許可する株仲間再興令（問屋再興令）が出されることになる。
弘化2年（1845年）3月にも遠山は阿部に対して諸問屋組合再興の意見書を提出していたが、江戸に品不足や物価高などの深刻な影響は出ておらず、役人たちの中にも株仲間解散令の効果は出ていると認識している者たちがいた。そのため、役人たちの間で意見がまとまっていないという理由でこの時点では、意見書は却下されている。

## 評価
株仲間解散は、物価問題の解決にならず反対に流通機構の混乱を引き起こしたと当時の為政者も認識していた。遠山景元は、嘉永元年（1848年）9月に提出した意見書で、株仲間を禁止したことで、資金融通が停滞する一方、物価は下がらなかったという認識を示していた。
脇本祐一は、天保の改革は「改革という名の「破壊」」で、株仲間解散令を「「天保の改革」で失政の最たるもの」と評している。
北島正元は、株仲間解散令が諸藩に全面的に受け入れられなかったのは、特権的な城下町商人の独占に対抗して生産者・在郷商人が作り出しつつあった新しい領内市場を、藩が専売制の強化を通じて掌握を進めてゆこうとしていたからとしている。このため藩経済が全国市場から自立してゆく傾向が促進され、全国市場を再建・強化しようとした幕府の企図は果たされなかった。
歴史学者の大口勇次郎は、発令直後は市場に混乱が生じたが、長期的に見れば流通上の規制緩和となった。そして、地方に展開していた農村手工業の産物や藩専売の国産品の商品化を活性化させ、中央市場に大量の産物が流入する契機となったと評価している。